# Kasımpaşa S.K.
Kasımpaşa Spor Kulübü er en tyrkisk fodboldklub fra Beyoğlu-distriktet i Istanbul. Klubben spiller på nuværende tidspunkt i Süper Lig, den bedste række i Tyrkiet.

## Nuværende trup
Oversigten er opdateret til og med 6. februar 2022
| Nr. | Land                | Position | Spiller                               |
| --- | ------------------- | -------- | ------------------------------------- |
| 1   | Tyrkiet             | MM       | Ertuğrul Taşkıran                     |
| 4   | Surinam             | FO       | Ryan Donk                             |
| 5   | Holland             | FO       | Jeffrey Bruma                         |
| 6   | Kosovo              | MI       | Loret Sadiku                          |
| 7   | Tjekkiet            | MI       | Michal Trávník (Lånt fra Sparta Prag) |
| 10  | Bosnien-Hercegovina | MI       | Haris Hajradinović                    |
| 12  | Tunesien            | FO       | Mortadha Ben Ouanes                   |
| 13  | Frankrig            | MI       | Valentin Eysseric                     |
| 15  | Tyrkiet             | FO       | Tarkan Serbest                        |
| 17  | Tyskland            | MI       | Ahmet Engin                           |
| 18  | Tyrkiet             | FO       | Evren Eren Elmalı                     |
| 19  | Tyrkiet             | AN       | Umut Bozok                            |
| 20  | Tyrkiet             | FO       | Sakıb Aytaç                           |

| Nr. | Land     | Position | Spiller              |
| --- | -------- | -------- | -------------------- |
| 21  | Ungarn   | MI       | Kevin Varga          |
| 22  | Tyskland | MM       | Erdem Canpolat       |
| 23  | Tyrkiet  | MM       | Harun Tekin          |
| 25  | Tjekkiet | FO       | Tomáš Břečka         |
| 26  | Tyrkiet  | FO       | Feyzi Yıldırım       |
| 28  | Tyrkiet  | MI       | Tunay Torun          |
| 34  | Tyrkiet  | MI       | Doğucan Haspolat     |
| 70  | Senegal  | AN       | Mamadou Fall         |
| 80  | Tyrkiet  | MI       | Hasan Emre Yeşilyurt |
| 88  | Tyrkiet  | MI       | Anıl Özcelik         |
| 93  | Serbien  | FO       | Uroš Spajić          |
| 94  | Kosovo   | FO       | Florent Hadergjonaj  |